# فيرونيك سانسون
فيرونيك سانسون هي
هي مغنية وكاتبة أغاني وعازفة بيانو فر من مواليدولد افريلvril 1949 في بولوني-بيانكور .

## المذكرات و المراجع
1. ↑  مذكور في: الشبكات الاجتماعية وسياق الأرشيف. مُعرِّف الشبكات الاجتماعية ونظام المحتوى المؤرشف (SNAC Ark): w6sf60tg. باسم: Véronique Sanson. الوصول: 9 أكتوبر 2017. لغة العمل أو لغة الاسم: الإنجليزية.
2. ↑  مذكور في: ديسكوغز. مُعرِّف فَنَّان في قاعدة بيانات "ديسكوغس" (Discogs): 394617. باسم: Véronique Sanson. الوصول: 9 أكتوبر 2017. لغة العمل أو لغة الاسم: الإنجليزية.
3. ↑  مذكور في: GeneaStar. مُعرِّف شخص في قاعدة بيانات "جينيا ستار" (GeneaStar): sansonveron. باسم: Véronique Sanson.
4. 1 2  مذكور في: Montreux Jazz Festival Database. الوصول: 28 سبتمبر 2020. مُعرِّف مهرجان مونترو لحفلات الجاز: 540.
5. ↑  وصلة مرجع: http://www.culture.gouv.fr/Nous-connaitre/Organisation/Conseil-de-l-Ordre-des-Arts-et-des-Lettres/Arretes-de-Nominations-dans-l-ordre-des-Arts-et-des-Lettres/Nomination-dans-l-ordre-des-Arts-et-des-Lettres-hiver-2019. نور: MICA1903512A. الوصول: 3 يونيو 2019.
6. ↑  مذكور في: الجريدة الرسمية للجمهورية الفرنسية. نور: PREX9210750D. الوصول: 2 فبراير 2023. لغة العمل أو لغة الاسم: الفرنسية. الرَّقم التَّسلسليُّ المِعياريُّ الدَّوليُّ (ISSN): 0242-6773.